# Assassinio nella cattedrale

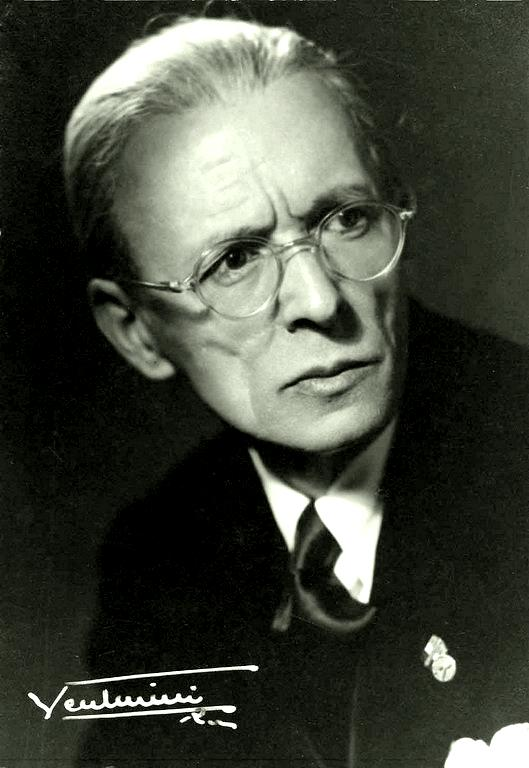
Ildebrando Pizzetti

Assassinio nella cattedrale (Mordet i katedralen) är en opera i två akter och mellanspel med musik och libretto av Ildebrando Pizzetti. Texten är en omarbetning av Alberto Castellis översättningen av T.S. Eliots versdrama Mordet i katedralen (1935).

## Historia
Efter några år av konstnärliga tillbakagångar återkom Pizzetti på 1950-talet med ny energi. T.S. Eliots suggestiva versdrama passade Pizzettis artistiska ambitioner bra med en huvudperson som slits mellan moraliska konflikter. Operan hade premiär den 1 mars 1958 på La Scala i Milano. Tack vare det engelska temat blev operan uppförd i såväl Storbritannien 1962 och i USA 1958.

## Personer
- Thomas Becket (bas)
- Härold (tenor)
- Förste frestaren (tenor)
- Andre frestaren (bas)
- Tredje frestaren (bas)
- Fjärde frestaren (bas)
- Förste prästen (tenor)
- Andre prästen (baryton)
- Tredje prästen (bas)
- Förste riddaren (tenor)
- Andre riddaren (bas)
- Tredje riddaren (bas)
- Fjärde riddaren (bas)
- Första koryfé (sopran)
- Andra koryfé (mezzosopran)

## Handling
Thomas Becket vänder hem från sin sjuåriga exil i Frankrike. Han får besök av fyra frestare. Den förste föreslår att han skall återgå till sitt gamla liv som kungens favorit, den andre att han skall inleda en politisk karriär, den tredje att han skall störta monarkin, den fjärde att han skall bli martyr. Juldagen predikar Becket i katedralen i Canterbury om underkastelse och martyrium. Fyra riddare anklagar Becket för förräderi. Därför vill prästerna låta barrikadera dörrarna till kyrkan men Becket insisterar på att porten till Guds hus skall stå öppen. De fyra riddarna kommer tillbaka och kräver att Becket skall underkasta sig kungen, och då han vägrar dödar de honom för att lösa konflikten mellan kyrkan och kungamakten.